# Cudowna wyspa
Cudowna wyspa (fr. L’Île à hélice 1895) – dwutomowa powieść Juliusza Verne’a z cyklu Niezwykłe podróże. 
Dotychczas tylko dwa polskie wydania w XIX wieku. W odcinkach (1895) drukowanych przez „Wieczory Rodzinne” w Warszawie (polski przekład autorstwa Michaliny Daniszewskiej ukazał się prawie jednocześnie z oryginałem) oraz w wydawnictwie Gebethnera w 1897.